# Ingeborg Verdun
Ingeborg Verdun (Antwerpen, december 1940) is een dochter van koning Leopold III van België. Haar afkomst is lange tijd geheim gehouden, maar het feit kwam aan het licht in 2011 in het boek Van Küssnacht naar Argenteuil: drama's in het Belgisch koningshuis (1935-2002) van Leo Van Audenhaege. Ingeborg is de dochter van koning Leopold en zijn geheime minnares Liselotte Landbeck, die op dat moment gehuwd was. Koning Leopold kreeg in 1939 een relatie met de Oostenrijkse. Na de geboorte van Ingeborg werd de relatie verbroken en trouwde hij met Lilian Baels.
Ingeborg Verdun woont in de Verenigde Staten. Zij zou ook een tijdje in Stockholm gewoond hebben.